# Johan Herman Lode
Johan Herman Lode, född den 12 januari 1739 på Vartsala i Halikko socken, död den 27 februari 1817 i Åbo, var en svensk militär och ämbetsman. Han var bror till Göran Wilhelm Lode.
Lode blev volontär vid Åbo läns regemente 1750, rustmästare där 1752, furir 1753, sergeant 1754, fältväbel 1758, fänrik samma år, löjtnant 1770, kapten i armén 1772, vid regementet samma år, och sekundmajor 1777. Han blev lagman i Åbo och Björneborgs lagsaga 1783, vice landshövding i Nylands län 1792 och ordinarie landshövding i Kymmenegårds län 1793. Lode beviljades avsked från landshövdingeämbetet 1810. Han blev riddare av Svärdsorden 1760.